# Station Białuń
Station Białuń is een spoorwegstation in de Poolse plaats Białuń.